# Leo da Vinci - Missione Monna Lisa
Leo da Vinci - Missione Monna Lisa è un film d'animazione realizzato in 3D diretto da Sergio Manfio e uscito nei cinema il 11 gennaio 2018.

## Trama
Leo Da Vinci e i suoi amici dovranno unire le forze per sconfiggere i Pirati e riportare all'antico splendore la città di Firenze ai danni dei loro nemici.